# Alberico III dei conti di Tuscolo

Stemma dei conti di Tuscolo

Alberico III di Tuscolo (... – tra il 1033 e il 1044) è stato un nobile italiano.

## Biografia
Fu conte di Tuscolo, nonché di Galeria, Preneste e Arce, dal 1024, quando suo fratello, il conte Romano, fu eletto papa col nome di Giovanni XIX, fino alla sua stessa morte. Era figlio di Gregorio I e Maria, fratello dei papi Benedetto VIII e Giovanni XIX, e cognato di Trasimondo III di Spoleto.
Alberico usò il titolo di consul, dux et patricius Romanorum: "console, duca e patrizio dei Romani". Ciò indicava la sua autorità temporale a Roma. Portava anche il titolare comes sacri palatii Lateranensis ("conte del sacro palazzo Lateranense "), che indicava la sua funzione ecclesiastica nella curia papale. Durante il pontificato del fratello Giovanni XIX, fu nominato senatore, ma dovette abbandonare questo titolo in cambio della suddetta dignità consolare onde evitare tensioni con l'imperatore Enrico II. Alla morte del fratello, nel 1032, gli venne offerta la possibilità di ascendere al soglio pontificio, ma rifiutò in favore del giovane figlio. Alberico non compare nelle fonti dopo il 1033, quando lasciò il potere comitale al figlio neoeletto papa.
Sposò Ermelina e suo figlio Teofilatto III (o IV) divenne papa Benedetto IX nel 1032. Gli successe il secondogenito Gregorio II e lasciò altri tre figli maschi: Pietro (consul, dux et senator Romanorum), Ottaviano e Guido, tutti insigniti del titolo di "Conte di Tuscolo".